# Freziera candicans
Freziera candicans là một loài thực vật có hoa trong họ Pentaphylacaceae. Loài này được Tul. mô tả khoa học đầu tiên năm 1847.